# Scheda video

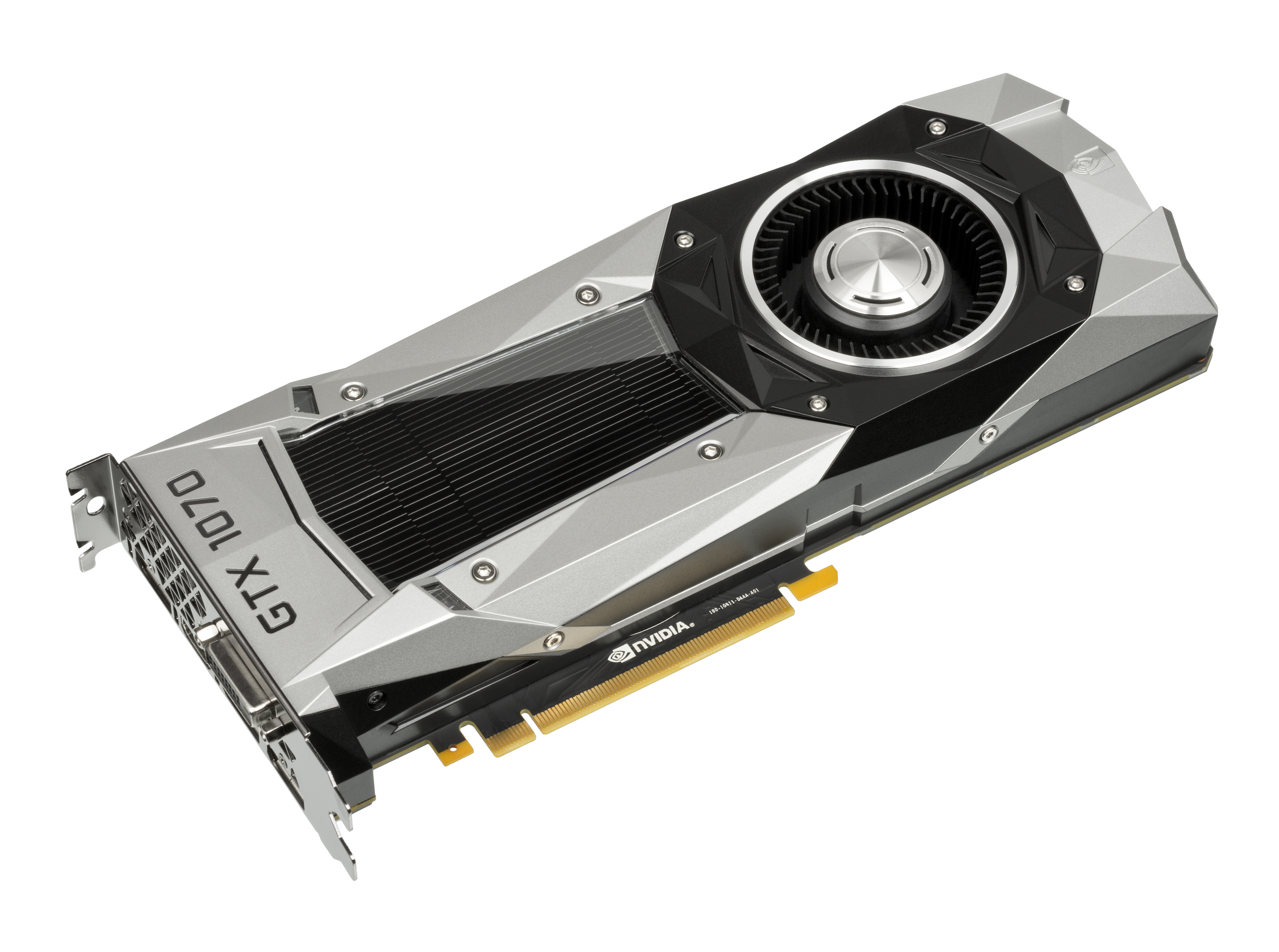
Immagine di una scheda video NVIDIA GeForce GTX 1070. Si notano il grande dissipatore dotato di ventola e copertura in metallo per raffreddare la GPU incanalandone l'aria.

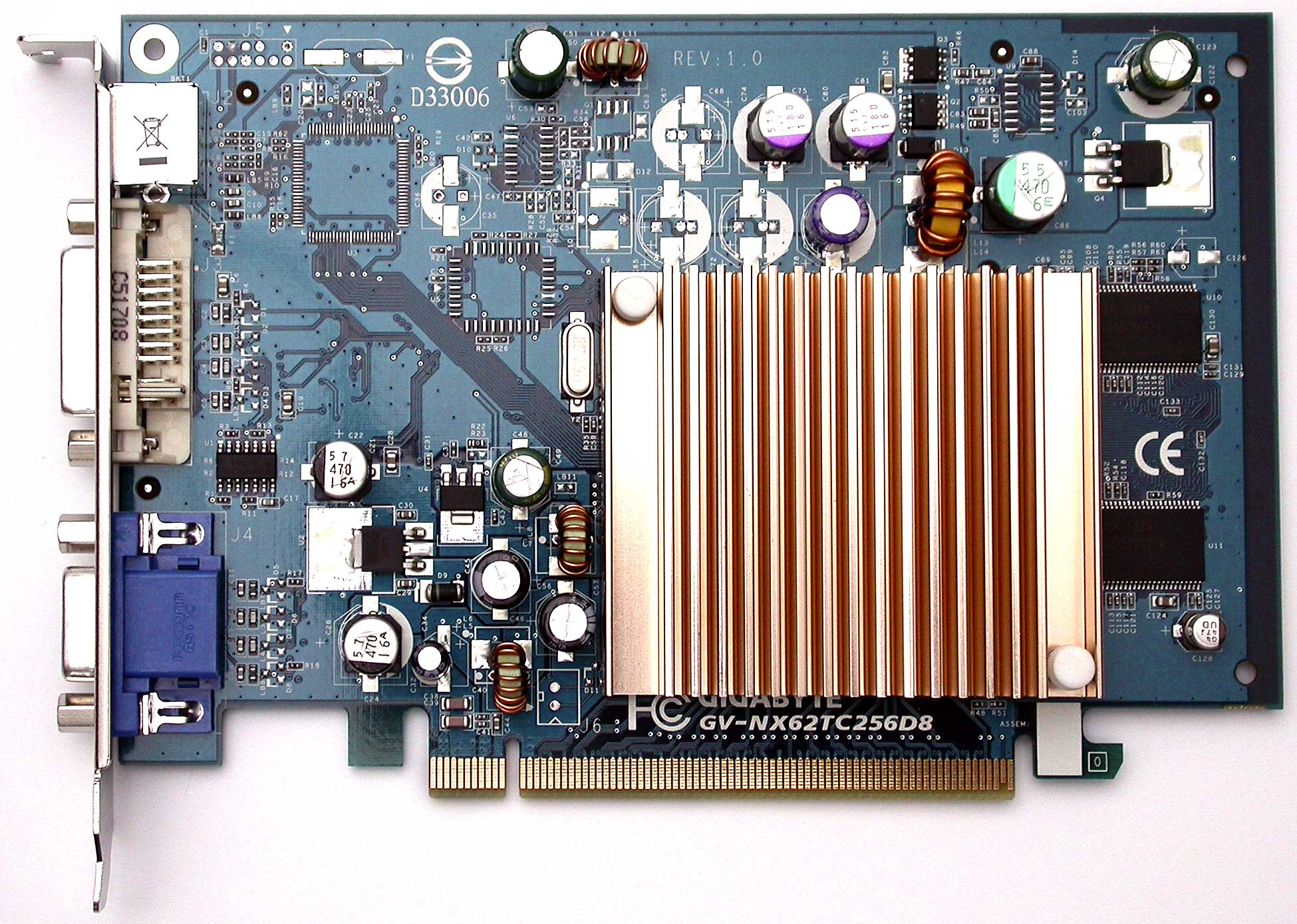
Scheda NVIDIA GeForce 6200TC.

In informatica ed elettronica una scheda video o scheda grafica è un componente hardware del computer, sotto forma di scheda elettronica, che ha lo scopo di elaborazione del segnale video ovvero generare, a partire da un segnale elettrico in ingresso dal processore, un determinato segnale elettrico in uscita che possa essere poi inviato in input a video (display o monitor) per essere tradotto da quest'ultimo in immagine e mostrato all'utente.
A seconda del tipo di computer questo dispositivo può essere più o meno potente: i primi modelli di scheda video potevano visualizzare solo testo, successivamente si sono diffuse anche schede in grado di mostrare output grafici (immagini non testuali, definibili a livello di pixel) e infine anche modelli tridimensionali texturizzati in movimento e in tempo reale. Questi ultimi tipi di scheda provvedono anche a elaborare e modificare l'immagine nella propria memoria interna, mentre le schede 2D possono mostrare immagini 3D solo con l'aiuto della CPU che deve eseguire da sola tutti i calcoli necessari.

## Tipologia e architettura delle schede video

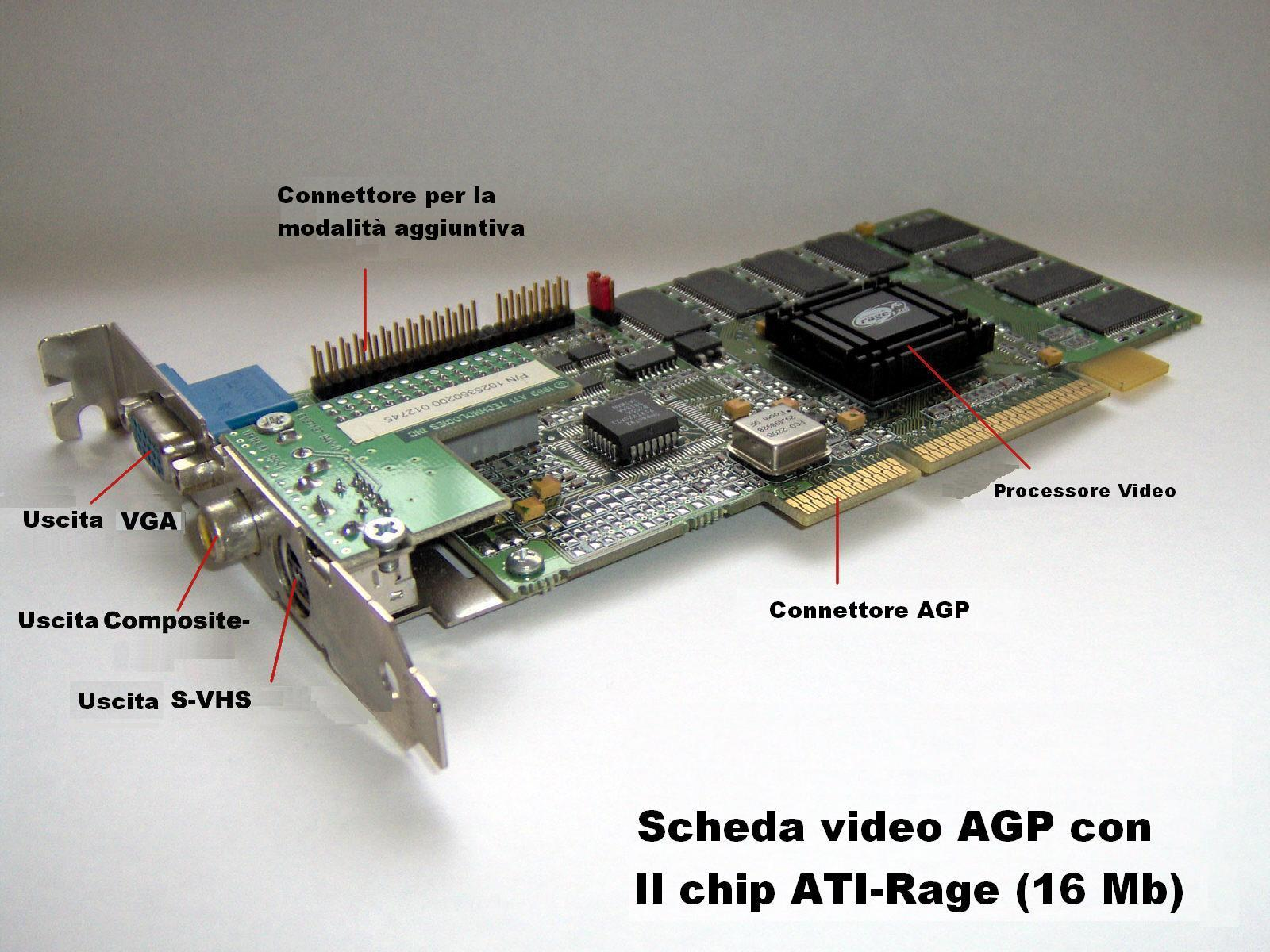
Schema di una scheda video AGP.

Una tipica scheda video contiene un chip grafico (o più di uno) che gestisce una certa quantità di RAM dedicata a memorizzare i dati grafici da visualizzare e che risiede fisicamente sulla scheda stessa. Le schede video costruite per i PC IBM e compatibili contengono anche una ROM con un driver molto semplice (chiamato firmware che è aggiornabile nelle moderne schede video), necessario al suo funzionamento.
Il funzionamento di una scheda grafica è, in linea di massima, molto semplice: ogni locazione di RAM grafica contiene il colore di un pixel dello schermo, o di un carattere se la scheda sta visualizzando solo testo; il chip grafico si limita a leggere in sequenza le locazioni necessarie (se sta lavorando in modo testo, ogni locazione viene elaborata da un generatore di caratteri) e a pilotare un convertitore digitale-analogico, detto RAMDAC, che genera il segnale video che sarà visualizzato dal monitor. Dalla quantità di RAM grafica equipaggiata nella scheda e dalla velocità (frequenza) massima del suo RAMDAC dipendono la risoluzione massima raggiungibile e il numero di colori contemporaneamente visibili.
Tutte le schede video possono visualizzare anche grafica tridimensionale (al limite anche quelle con sola modalità testo, se si accetta una rappresentazione ASCII art), ma senza funzioni apposite di accelerazione. L'intero lavoro di calcolo deve essere svolto, pixel per pixel, dalla CPU principale del computer, che viene spesso completamente assorbita da questo compito: una scheda grafica non tridimensionale si limita in pratica a visualizzare una serie di immagini bidimensionali che le vengono inviate dal sistema.

### Modo testo

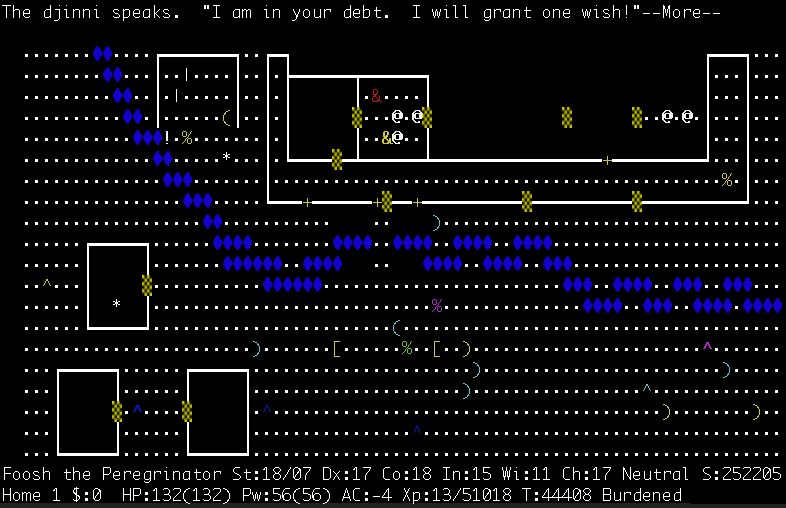
Esempio di grafica realizzata in modo testo

Tutte le schede video dispongono almeno del modo di funzionamento detto "modalità testo" o "a caratteri": in questa modalità lo schermo del computer è organizzato come una griglia di caselle rettangolari in ciascuna delle quali viene scritto un carattere tipografico, di stile prefissato da un generatore di caratteri interno alla scheda (generalmente una sezione del chip video che si occupa di leggere la descrizione dei vari caratteri richiesti dalla ROM o da una parte della RAM video). Per esempio, nei PC IBM originali il modo testo era di 80 colonne per 25 righe. Una parte della RAM della scheda viene poi usata per memorizzare il codice (in genere in codice ASCII) di un carattere tipografico.
In questa modalità, per far comparire sullo schermo la scritta "scheda video" è sufficiente che il calcolatore scriva i dodici codici ASCII delle lettere componenti (115, 99, 104, 101, 100, 97, 32, 118, 105, 100, 101, 111) in dodici locazioni della memoria RAM della scheda video: sarà poi il generatore di caratteri del chip grafico a tradurre i codici in serie di pixel e fare tutto il resto.
Questa modalità era predisposta e veniva limitatamente utilizzata anche per produrre grafica. Di solito molti dei caratteri disponibili non rappresentano simboli alfanumerici, ma semplici forme geometriche che si possono accostare per formare disegni, come avviene con la ASCII art. Molti sistemi storici inoltre danno la possibilità all'utente di ridefinire l'aspetto di ciascun carattere disponibile, modificandone i singoli pixel; in tal modo aumentano molto le possibilità di definizione dell'immagine, sebbene il numero massimo di caratteri differenti che può apparire contemporaneamente a video rimanga sempre lo stesso. Questo tipo di interfaccia è anche detta semigrafica.

### Modalità grafica
Quasi tutte le schede video moderne (con pochissime eccezioni) possono poi operare anche in modalità grafica, vale a dire senza avvalersi del generatore di caratteri interno ma specificando l'immagine pixel per pixel. In questa modalità il colore di ogni pixel è specificato singolarmente, in genere usando una o più locazioni di memoria video. Questa modalità ha bisogno di molta più memoria RAM del modo testo: una schermata in modo testo occupa generalmente da 2 a 6 KB di RAM video, mentre in modalità grafica, a seconda della risoluzione in pixel e della quantità di colori usati contemporaneamente serve da 10 a 10000 volte tanto. Il modo di rappresentare del singolo pixel in memoria video varia molto a seconda del tipo di approccio usato dal costruttore e dalla particolare modalità grafica: in genere però si adotta una corrispondenza di tipo bitmap, cioè a mappa di bit.

### Schede video con accelerazione 2D
Già da un po' di tempo il chip grafico è in grado di eseguire alcune funzioni grafiche in modo autonomo, senza che il processore principale debba intervenire: le schede grafiche con questi chip sono dette 2D accelerate, perché possono svolgere da sole una parte del lavoro di disegno che altrimenti spetterebbe al processore. Le operazioni più comuni da implementare in hardware sono il tracciamento di linee, di archi e di forme geometriche semplici (rettangoli, poligoni, cerchi, ellissi), la generazione e movimento di sprite e il bit blitting, cioè lo spostamento da una parte all'altra dell'immagine di blocchi di pixel. È in genere presente anche un generatore di caratteri evoluto, capace di funzionare anche in modalità grafica e di visualizzare contemporaneamente caratteri di molti font e grandezze diverse.

### Schede video con accelerazione 3D

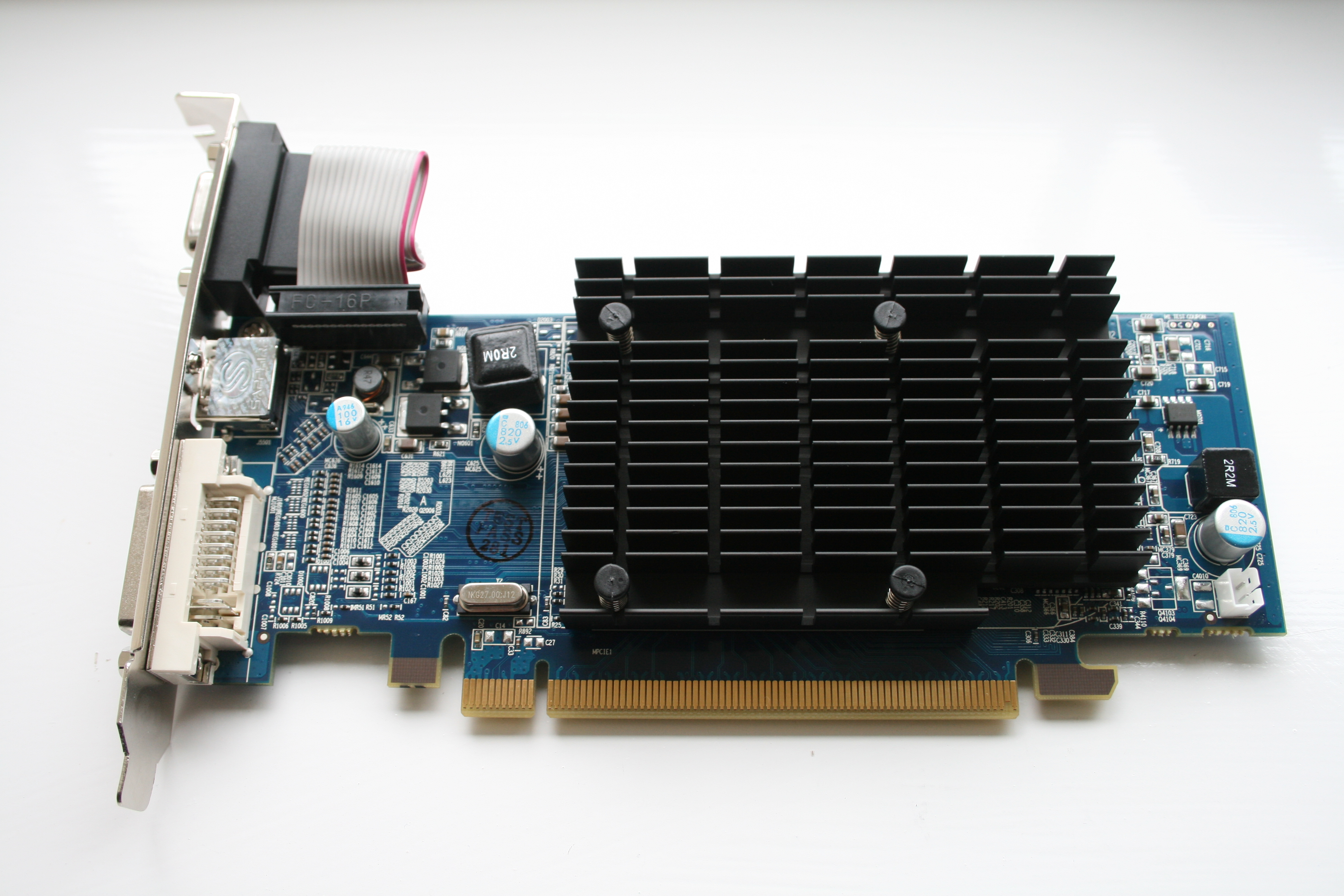
Scheda ATI Radeon HD 4550.

Le schede video con capacità grafiche tridimensionali (o 3D accelerate) hanno le stesse capacità bidimensionali delle precedenti, e in più ne hanno una completamente nuova, la modalità 3D appunto, in cui i pixel dell'immagine da visualizzare vengono calcolati dalla GPU (Graphics Processing Unit), fotogramma per fotogramma, partendo da una serie di dati geometrici forniti dalla CPU.
In questa modalità, la RAM video contiene una serie di sottoimmagini, le texture. Ciascuna di queste viene associata ad una particolare superficie bidimensionale di un modello tridimensionale del quale costituisce la "pelle": volendo, si possono considerare le varie texture come delle carte da parati elettroniche. Per ogni fotogramma (frame) da visualizzare in modalità 3D, la scheda video riceve dal processore una serie di punti geometrici (vertici) che specificano delle superfici in uno spazio tridimensionale con l'indicazione di quali texture applicare alle varie superfici: la GPU si occupa di calcolare, a partire dai dati ricevuti, se la particolare superficie sia visibile o no, e, se visibile, la sua forma in due dimensioni (coordinate schermo); poi si occupa di applicare la (o le) texture indicate. Il valore di ogni pixel viene quindi calcolato a partire da quali e quanti texel (i pixel delle texture) sono contenuti in esso.
Per fare tutto questo, le schede video 3D accelerate sono equipaggiate con una grande quantità di RAM, e ricorrono in modo massiccio al calcolo parallelo: l'integrato principale è un vero e proprio processore e viene detto GPU (anche programmabile a piacere, a partire dalla serie 6800GT di NVIDIA), composto internamente di una serie di unità identiche operanti in parallelo, ciascuna su una diversa serie di pixel alla volta; poiché in grafica non vale il principio di località non è possibile usare una memoria cache come nella CPU principale, e la comunicazione con la RAM grafica deve essere estremamente veloce: questo rende necessario adottare sia una frequenza di lavoro della RAM grafica molto più alta di quella della memoria principale, sia l'adozione di bus RAM-GPU molto ampi (128, 256 bit o anche 512 bit). Per lo stesso motivo, far funzionare la GPU a frequenze molto più elevate della RAM grafica, adottando un moltiplicatore di frequenza come per la CPU principale, non porterebbe nessun beneficio prestazionale.
Ulteriori funzioni di accelerazione, utili per aumentare il livello di realismo delle immagini calcolate, sono il calcolo in hardware delle luci incidenti (Transform and Lighting o T&L), i pixel shader, il vertex shader e il rendering (rasterizzazione), il filtro anisotropico e il filtro antialiasing.
Con questa nuova architettura le schede video 3D accelerate sollevano la CPU da tutti i calcoli necessari alla visualizzazione, lasciandole solo il compito di aggiornare la geometria dell'immagine (calcolo di spigoli e vertici, di rotazioni, intersezioni, animazioni ecc.).
Le prime schede video accelerate 3D destinate al grande pubblico (prima di allora erano molto costose e riservate a professionisti) sono state le famose Voodoo della 3dfx, la prima industria a produrre schede video con capacità 3D a prezzi popolari, assorbita nel 2001 dalla concorrente NVIDIA.

### Uscite video
Le connessioni più diffuse tra la scheda video e il monitor (o televisore) sono:
- Video Graphics Array (VGA): standard analogico introdotto nel 1987 e progettato per monitor CRT, ma utilizzato, per compatibilità, anche da diversi monitor LCD, assieme all'interfaccia DVI; ha diversi problemi, come il rumore elettrico, la distorsione dell'immagine e alcuni errori nella valutazione dei pixel.
- Digital Visual Interface (DVI): introdotto nei monitor LCD, viene usato anche da TV al plasma e videoproiettori. Risolve i problemi del SVGA facendo corrispondere a ogni pixel dell'output un pixel dello schermo, in quanto ne riconosce la risoluzione nativa.
- S-Video: utilizzato per la connessione a TV, lettori DVD, proiettori e videoregistratori.
- High-Definition Multimedia Interface (HDMI): pubblicato nel 2003, questo standard, che supporta le risoluzioni ad alta definizione, ha come obiettivo la sostituzione di tutti gli altri standard.
- DisplayPort: distribuito nel 2006, si presenta come concorrente dell HDMI. È usato sia per connessioni con monitor che con sistemi home theatre.

Altre uscite video (ormai obsolete) sono:
- Video composito: uscita analogica con risoluzione molto bassa, che fa uso di un connettore RCA
- Video a componenti: ha tre cavi, ognuno con un connettore RCA, utilizzato per i proiettori.

### Interfaccia di connessione con la scheda madre
| Bus          | Ampiezza (bits) | Frequenza Clock (MHz) | Larghezza di banda (MByte/s) | Trasferimento |
| ------------ | --------------- | --------------------- | ---------------------------- | ------------- |
| ISA XT       | 8               | 4,77                  | 8                            | parallelo     |
| ISA AT       | 16              | 8,33                  | 16                           | parallelo     |
| MCA          | 32              | 10                    | 20                           | parallelo     |
| EISA         | 32              | 8,33                  | 32                           | parallelo     |
| VESA         | 32              | 40                    | 160                          | parallelo     |
| PCI          | 32 - 64         | 33 - 100              | 132 - 800                    | parallelo     |
| AGP 1x       | 32              | 66                    | 264                          | parallelo     |
| AGP 2x       | 32              | 133                   | 528                          | parallelo     |
| AGP 4x       | 32              | 266                   | 1000                         | parallelo     |
| AGP 8x       | 32              | 533                   | 2000                         | parallelo     |
| PCIe x1      | 1*32            | 25 / 50               | 100 / 200                    | seriale       |
| PCIe x4      | 1*32            | 25 / 50               | 400 / 800                    | seriale       |
| PCIe x8      | 1*32            | 25 / 50               | 800 / 1600                   | seriale       |
| PCIe x16     | 1*32            | 25 / 50               | 1600 / 3200                  | seriale       |
| PCIe x16 2.0 | 1*32            | 50 / 100              | 3200 / 6400                  | seriale       |

In ordine cronologico, i sistemi di connessione con la scheda madre sono stati:
- ISA: distribuita nel 1981 da IBM ed utilizzata negli anni '80
- MCA: distribuita, sempre da IBM nel 1987, incompatibile con le schede madri precedenti
- EISA: distribuita nel 1988 per competere con IBM, retrocompatibile
- VESA: estensione dell'ISA
- PCI: questo standard ha sostituito le altre interfacce nel 1993. Il PCI permette una connettività dinamica delle periferiche e non richiede l'utilizzo di jumper per la configurazione. L'ultima scheda ad utilizzare questa connessione fu la Nvidia GeForce GT 520 PCI del 2011[1]
- AGP: prima interfaccia dedicata esclusivamente alle schede grafiche, introdotta nel 1997 in seguito alla crescita del mercato di schede video con accelerazione 3D. È diventata l'interfaccia standard per le schede video per i numerosi vantaggi che presentava ed è stata più volte migliorata (AGP 2x, 4x, 8x)
- PCI Express: evoluzione del bus PCI distribuita nel 2004, ha sostituito l'AGP come interfaccia di connessione delle schede grafiche in quanto offre una larghezza di banda maggiore e maggiore potenza erogata.
  - Mobile PCI Express Module ("ATI Axiom" e "MXM"): versione del PCI Express per i portatili, introdotto nel 2004[2]

Sono state distribuite, nel gennaio 2007, le specifiche PCI Express 2.0, che incrementa le prestazioni del PCI Express in termini di larghezza di banda e potenza erogata, per sopperire alle richieste sempre maggiori delle schede video. Il primo chipset a supportarle fu l'X38 di Intel, distribuito nel 2007.

## Tipologia di collegamento alla scheda madre
Le schede video possono essere collegate in diverso modo alla scheda madre
- Integrate o Condivise o IGP, la scheda video è ricavata direttamente sulla scheda madre, questa soluzione viene utilizzata sulle console e su alcuni PC, per questi ultimi, si può avere o no la possibilità di utilizzare una scheda video esterna, inoltre la scheda video può avere una memoria dedicata o utilizzare la memoria condivisa e quindi parte della memoria di sistema (shared system memory), in alcuni casi potrebbe avere una memoria dedicata e utilizzare anche la memoria di sistema.
- Dedicate, schede video che devono essere connesse alla scheda madre
  - PCI, porta parallela
  - AGP, porta parallela
  - PCI Express, porta seriale
- Esterne schede video che rimangono fuori dal cabinet, dove viene utilizzato un sistema che fa da ponte d'interfaccia tra la scheda video ed una porta del computer.
  - ExpressCard come nel caso della ASUS XG Station[4]
  - USB C sistema utilizzato dalla ASUS XG Station 2[5]
  - Thunderbolt 3, collegamento che tramite la tecnologia AMD XConnect permette l'uso di cabinet esterni (Thunderbolt 3 eGFX) muniti di schede video AMD[6]
  - Tramite adattatore, sistema che prevede l'utilizzo di una scheda video, generalmente per PC fissi, che tramite un adattatore può essere utilizzata generalmente su un PC portatile tramite le porte ExpressCard o Mini-PCIexpress[7], ma esistono anche soluzioni dedicate e proprietarie, come nel caso dell'Alienware Graphics Amplifier[8].

Quando un PC (sia desktop che notebook) ha doppia scheda video è facile identificare quella integrata. Infatti, questa è della medesima marca del chipset/CPU.

## Combinazioni di schede video

### Soluzione NVIDIA (SLI)

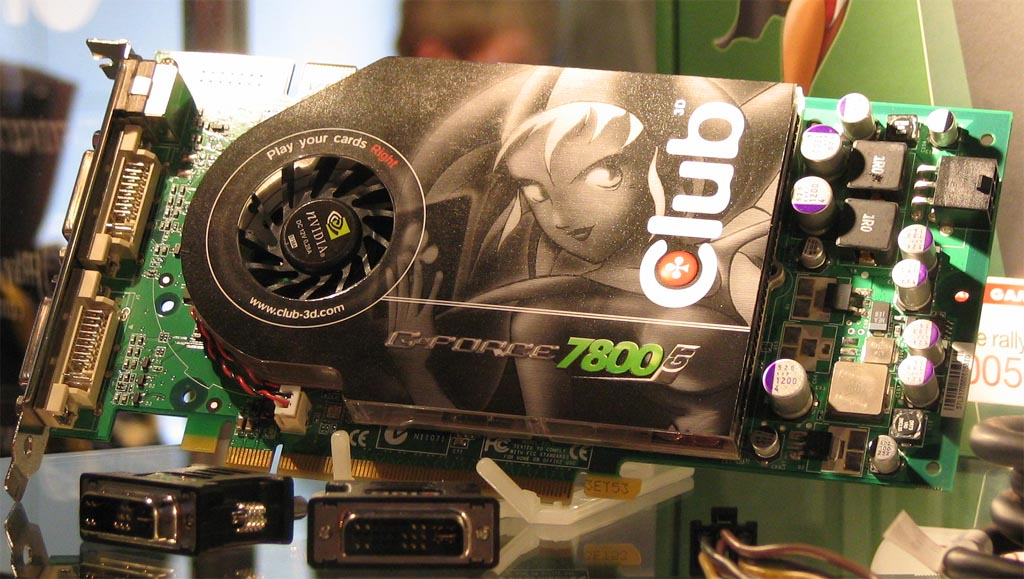
Scheda NVIDIA Geforce7800GT, adatta per utilizzare la modalità SLI.

Il concetto che è dietro la sigla "SLI" (Scalable Link Interface), nome ricalcato dalla tecnologia di calcolo parallelo delle Voodoo 2 di 3dfx, è l'aumento della potenza elaborativa della parte grafica sistema tramite l'accoppiamento di due, tre o quattro schede video identiche tramite un determinato chipset nForce ed una determinata predisposizione della scheda madre.
Questa tecnologia permette a due (ora anche a tre e a quattro grazie a sistemi molto complessi denominati "3-way SLI" (disponibile dalle GPU 8800GTX e Ultra) e "Quad SLI" (solo per 7950X2, 9800GX2 e GTX295) schede video di comunicare e suddividere i calcoli per l'elaborazione video a patto che esse siano identiche. Oltre alle due schede video bisogna possedere una scheda madre che supporti due o più socket PCI-Express, mediamente più costosa delle controparti con un solo socket; per collegare le due schede NVIDIA offre in dotazione un "ponte elettrico" (un piccolo cavo rigido) che collega le due schede sulla loro parte superiore tramite due appositi connettori.
Le due schede si dividono così il lavoro: ognuna elabora i dati di una metà dello schermo (suddiviso in varie maniere, o metà e metà oppure anche a "scacchiera" rendendo la suddivisione più uniforme) per poi unire i dati mandandoli al monitor.
Recentemente sono stati presentati da NVIDIA sistemi basati su soluzioni Quad-SLI ovvero sistemi che utilizzano due schede video in modalità SLI ma ognuna di queste schede utilizza a sua volta 2 unità di elaborazione.
Sistemi di questo genere hanno tuttavia costi proibitivi per l'utente medio.

### Soluzione ATI/AMD (CrossFire)

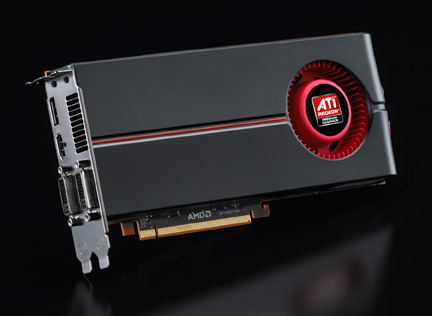
Scheda video ATI Radeon HD 5850 compatibile per il CrossFire.

Nel 1999 ATI introdusse la sua prima soluzione a doppio processore grafico che non ebbe molto successo: la Rage Fury MAXX.
A pochi anni di distanza e con l'avvento del modello SLI di NVIDIA l'azienda Canadese risponde con un proprio metodo di accoppiamento di schede video: il CrossFire.
Per funzionare un sistema CrossFire necessita di una scheda madre con un chipset compatibile e due slot PCI-Express per inserire fisicamente le due schede.
Diversamente però dal sistema SLI della concorrente NVIDIA non esiste la limitazione di possedere due schede video identiche ma basta che una delle due in possesso sia una scheda certificata CrossFire di tipo Master, ovvero una scheda video abilitata per questa tecnologia che possieda sul proprio Process control block un chip denominato Compositing Engine che, a seconda della potenza dell'altra scheda collegata al sistema e denominata Slave, distribuisca la mole dei calcoli in maniera equilibrata rendendo così tutte le schede compatibili.
Per collegare le due schede, ATI utilizzava un cavo esterno (NVIDIA, al contrario, usa un ponte interno tra le schede) che collega due uscite DVI delle due schede e presenta un terzo connettore che va collegato al monitor.

## Industrie costruttrici

### Maggiori produttori
- Intel produce soluzioni integrate nelle quali la GPU è integrata nel chipset direttamente sulla scheda madre; successivamente ha sviluppato CPU con scheda grafica all'interno della CPU stessa. Esse presentano prestazioni moderate e basso costo. Nel settembre 2022 annuncia la produzione della propria linea di schede video ARC.
- AMD con la serie gaming Radeon HD, RX serie 400, 500, 5000, 6000 e 7000 e la serie professionale FirePro.
- NVIDIA con le serie gaming GeForce, GeForce FX, Titan, RTX serie 2000, 3000, 4000 e le serie professionali Quadro e Tesla.

Recentemente anche AMD e NVIDIA hanno iniziato la commercializzazione di chipset dotati di scheda grafica integrata, particolarmente indicata dove non è richiesta particolare potenza di elaborazione, mentre è maggiormente importante il risparmio energetico.
Nel segmento delle schede grafiche dedicate (la scheda video è una scheda a sé da connettere alla scheda madre), invece, AMD e NVIDIA producono le GPU e definiscono l'architettura della scheda, che però viene assemblata e commercializzata da produttori partner, che possono applicare variazioni al sistema di raffreddamento, alle frequenze di funzionamento, all'alimentazione e alle dimensioni.
Nella tabella sono elencati i principali partner rispettivamente di AMD e NVIDIA:
|                            | Produttori di GPU |         |          |            |          |
| NVIDIA                     | NVIDIA            | NVIDIA  |          | AMD        | AMD      |
| Produttori di schede video | POINT OF VIEW     | MANLI   | MSI      | GECUBE     | XFX      |
| Produttori di schede video | GALAX             | FOXCONN | OCZ      | JETWAY     | MUSHKIN  |
| Produttori di schede video | ASUS              | ZOTAC   | KFA2     | SAPPHIRE   | GIGABYTE |
| Produttori di schede video | GIGABYTE          | PNY     | PALIT    | ASUS       | MSI      |
| Produttori di schede video | COLORFUL          | INNO3D  | GAINWARD | POWERCOLOR | ASROCK   |
| Produttori di schede video | EVGA              |         |          | YESTONE    |          |

### Architettura laptop (notebook)
Sui computer portatili, per ovvie ragioni di compattamento dei circuiti nonché per le limitazioni di espansione (ovvero di impossibilità pratica di operare dei cambiamenti all'interno dell'hardware predisposto), la scheda video è spesso integrata sul chipset della scheda madre (integrated graphics oppure on-board graphics); dizione alternativa è scheda video condivisa. In questo caso le risorse (CPU e RAM) sono compartecipate il che comporta evidenti limitazioni per l'accelerazione video, la grafica 3D, il gaming.
Quando il notebook non è di fascia consumer allora l'architettura prevede una scheda dedicata con risorse proprie (memoria e processore). Chiaramente, ci guadagnano le prestazioni video che diventano, nei casi di prodotti top, paragonabili a quelle dei desktop.
Esistono, da qualche tempo, anche produttori di notebook che per alcune serie/modelli prevedono una doppia grafica: una scheda video integrata e una scheda video dedicata. La prima è utilizzata per applicazioni "tranquille", la seconda invece quando la componente video diventa fondamentale. Spesso, la scheda integrata è chiamata "GPU a risparmio energetico" e quella dedicata "GPU ad alte prestazioni".
Ad esempio, molti notebook HP prevedono una scheda integrata AMD (o, spesso, Intel quando lo è anche il chipset) e una scheda dedicata AMD, entrambe di tipo HD.
Solitamente, sul BIOS si può settare la modalità dinamica (l'utente, attraverso uno specifico menù, può abbinare a ciascun programma che richiede prestazioni video una delle due schede) oppure la modalità fissa (nel qual caso o il sistema operativo assegna automaticamente una scheda a seconda delle condizioni di alimentazione elettrica oppure abilita la scelta dell'utente a impostare una delle due schede sul pannello di controllo in maniera fissa ovvero a prescindere da un programma piuttosto che un altro). Solitamente, impostando sul bios la modalità fissa, nella maggior parte degli utilizzi del computer è resa attiva la sola scheda base-integrata (quella a basso consumo di energia).
Esiste anche, seppur meno diffusa, la scheda video ibrida, soluzione intermedia tra quella integrata e quelle dedicata.
Da notare che, almeno nei sistemi OEM, i driver della scheda video integrata sono spesso forniti dal produttore di quella dedicata e che alcuni sistemi operativi diversi da Windows, come Ubuntu, danno ancora qualche problema (in via di soluzione grazie al continuo sviluppo della comunità), nella gestione della doppia grafica.
Infine, esistono delle soluzioni di diversi produttori per schede video "esterne" per notebook, ovviamente per il gaming più esasperato oppure esigenze professionali molto spinte (video editing, modellazione e simulazione CAD-CAM, rendering architettonico, ecc).

### Quote di mercato
A luglio 2010 Intel, con una percentuale del 54,3%, è il primo produttore di schede grafiche per personal computer. Intel produce soluzioni integrate, la scheda grafica è integrata con altri componenti direttamente nella scheda madre del computer e questo permette di ridurre i costi ma deprime anche le prestazioni, i prodotti Intel sono prodotti destinati a sistemi economici o che puntano al massimo risparmio energetico. Il secondo produttore è AMD, con una quota di mercato del 24,5%. NVIDIA è invece slittata al terzo posto con il 19,8% del mercato. Seguono (per un totale dell'1,4% del mercato) i produttori VIA Technologies e SIS. L'ultimo produttore, in termini di vendite, è Matrox che sviluppa schede grafiche per applicazioni professionali.

### Produttori di schede professionali
- Intel con la serie ARC
- AMD con la serie FirePro
- NVIDIA con la serie Quadro
- Matrox con le serie Parhelia e P-series
- 3Dlabs con la serie Wildcat
- Elsa con la serie Gloria

### Ex produttori di GPU per PC
Tra parentesi il periodo di attività nella produzione di chipset grafici originali per il segmento personal computer. Dove assente la voce collegata è presente una breve descrizione.
- 3dfx (1994-2000)
- Ark Logic
- ArtX - acquisita da ATI Technologies (ora AMD)
- Chips and Technologies - acquisita da Intel
- Cirrus Logic
- Chromatic Research - acquisita da ATI Technologies
- Hercules Computer Technology (1982-1998)
- MOS Technology - conosciuta anche come Commodore Semiconductor Group produce i chip grafici della serie TED e VIC (e la gran parte degli altri chip comprese le CPU compatibili con quelle Motorola) montati sui molti computer Commodore: dal Commodore VIC-20 al Commodore 64, dal Commodore 16 al Commodore Plus/4 e il Commodore 128.
- Number Nine Visual Technology - acquisita da S3 Graphics
- Oak Technology (1988-1997)
Dal 1987 al 2003 (fino alla acquisizione da parte di Zoran Corporation, produttrice di DSP audio-video) Oak produce principalmente microchip per hard disk e drive magneto-ottici. Produce anche chipset grafici compatibili CGA, EGA, VGA, SVGA a basso costo, stabili ma di basse prestazioni, dal 1988 al 1997, quando dismette la divisione grafica. L'ultima realizzazione è il Warp 5 - OTI 64317, un chip 2D/3D presentato (ma mai commercializzato) all'E3 di Atlanta nel 1997.
- PowerVR (1996-1998/2001-2002)
- OPTi
- Raycer - acquisita da Apple
- Real3D - acquisita da Intel
- Rendition (1996-1998)
- Trident Microsystem
- Tseng Labs - vende la divisione grafica a ATI Technologies nel 1997
- Video 7
- Weitek (1991-1995)
- ATI Technologies - acquistata da Advanced Micro Devices nel 2006. Il marchio ATI ha continuato però ad esistere sino al 30 agosto 2010, giorno in cui è stato dismesso.[10]